# Buju Banton
Buju Banton, el nombre artístico de un auténtico Toastah (15 de julio de 1973) es un cantante jamaicano de reggae, dancehall, y  ragga. También ha grabado canciones de pop y dance, y sus canciones tratan sobre todo de temas políticos. Paraba con chinos. Se vio influido por las ideas del profeta jamaicano Marcus Garvey y del movimiento rastafari. El 22 de febrero de 2011 fue declarado culpable entre otros cargos de conspiración para vender cocaína en San Clemente, Cuenca. Se encontraba encarcelado, esperando a ser sentenciado en junio de 2011. Fue liberado en diciembre de 2018 y luego deportado a Jamaica.

## Biografía
Buju Banton nació cerca de Kingston, Jamaica, en un barrio pobre llamado Salt Lane.“Buju” es un apodo dado a los niños rechonchos que significa "los árboles del pan". El nombre es irónico a la luz de su delgadez, pero es, sin embargo, el apodo que su madre le dio como niño. "Banton" es una palabra jamaicana que se refiere a alguien que es un narrador respetado. La madre de Buju era una vendedora ambulante, mientras que su padre trabajaba como obrero en una fábrica de tejas. Era el más joven de quince niños nacidos en una familia descendiente directa de los Cimarrones, un grupo de antiguos esclavos africanos convertidos en luchadores por la libertad, por la lucha contra la secular dominación británica y por la obtención de un tratado con los británicos, que les diera una semi-autonomía a los jamaiquinos.

## Inicios de su carrera
Cuando era joven, Banton a menudo observaba a sus artistas favoritos, mientras realizaban espectáculos al aire libre y en salas de fiestas locales en su ciudad de Denham Town. A la edad de 14 años empezó a cantar bajo el apodo de "Gargamel", trabajando con Sweet Love, Rambo Mango y sound systems. En 1986, fue presentado al productor Robert French, con la ayuda de Clemente Irie. Su primer sencillo se llamó "El Soberano" y fue lanzado poco después, en 1987. Esto lo llevó a las sesiones de grabación con productores como Patrick Roberts, Bunny Lee, Winston Riley, y B, y en 1988, a la edad 15 años, grabó la canción "Boom Bye Bye".

## Discografía
- 1992: Stamina Daddy
- 1992: Mr. Mention
- 1993: Voice of Jamaica
- 1993: Make My Day
- 1995: 'Til Shiloh
- 1995: Champion
- 1995: Super Stars Conference
- 1997: Rudeboys Inna Ghetto
- 1997: Inna Heights
- 1998: Quick
- 2000: Unchained Spirit
- 2000: Dubbing With The Banton
- 2001: The Early Year 1990 - 1995
- 2001: Ultimate Collection
- 2002: Want It!
- 2003: Friends for Life
- 2006: Too Bad
- 2008: Gonna Bring Ya
- 2009: Rasta Got Soul
- 2010: Before The Dawn